# C-ROCK
C-ROCK（Chinese rock、中国搖滾、チャイニーズロック）は、中華圏おけるロックンロール、ロックミュージック、或いは中国のロックミュージック・シーンの事を指す。

## 主なアーティスト

### 中国
ソロ
| - 崔健 - 竇唯 - 何勇 - 高旗 - 郭怡広（Kaiser Kuo） | - 羅琦 - 朴樹 - 汪峰 - 王勇 - 謝天笑 | - 許巍 - 臧天朔 - 張楚 - 鄭鈞 |  |

バンド
| - 輪回（Again) - 阿修羅（Ashura） - 黒豹 (バンド)（Black Panther） - 脳浊（Brain Failure） - 布衣 (バンド)（Buyi） - 麦田守望者（Catcher in the Rye） - 眼鏡蛇 (バンド)（Cobra） - 冷血動物（Cold Blooded Animal） - 冷酷仙境（Cold Fairyland） - 逃跑計劃（Escape Plan） - 花児（The Flowers） - 簡迷離（Gemini） - 幸福大街（Happy Avenue） - 刺猬（Hedgehog） - 寂寞.夏.日（Lonely China Day） - 誘導社（Lure） - 痛仰（Miserable Faith） - 木馬 (バンド)（Muma） - 新褲子（New Pants） - 草東沒有派對（No Party For Cao Dong） - 万能青年旅店（Omnipotent Youth Society） - 超載（Overload） - 后海大鯊魚（Queen Sea Big Shark） - 反光鏡（Reflector） - 薩満（The Samans） - 二手玫瑰（Second Hand Rose） - 銀色灰塵（Silver Ash） - 生命之餅（SMZB） - 清醒（Sober） - 超級市場（Supermarket） - 唐朝 (バンド)（Tang Dynasty） - 扭曲的機器（Twisted Machine） - 夜叉 (バンド)（Yaksa） - 与非門（YuFeiMen） - 子曰（Zi Yue） | - Birdstriking - Carsick Cars - Hang on the Box - Joyside - P.K. 14 - Saving Molly - SaGa - Snapline - 鮑家街43號（No. 43 Baojia Street） |  |

### 香港
ソロ
- 盧巧音（ルー・チャオイン、Candy Lo）
- 謝霆鋒（シェ・ティンフォン、Nicholas Tse）
- デニス・ホー（何韻詩）

バンド
| - amplified - Audiotraffic - BEYOND - Dear Jane - Forever Tarkovsky Club - Fruitpunch - Hungry Ghosts - King Ly Chee - Noughts and Exes - Ping Pung - Tux (バンド) - The Young Men - Zen | - 觸執毛（チョ・チュク・モ、Chochukmo） - 雞蛋蒸肉餅（GDJYB） - 太極 (バンド)（Tai Chi） |  |

### 台湾
ソロ
- 柯有綸（クー・ヨウルン、Alan Kuo）
- 陶喆（タオ・ジャー、David Tao）
- 伍佰

バンド
| - 桜桃幇（インタオバン、Cherry Boom） - 宇宙人（Cosmos People） - 槍擊潑辣（Guntzepaula） - 壞神經樂團（パイシンギンバンド） - 獅子合唱團（Lion） - 五月天（ウーユエテェン、Mayday） - 信楽団 - 蘇打綠（ソーダグリーン、Sodagreen） - 圖騰（Totem） - 透明雜誌（Touming Magazine） | - Baboo - Hello Nico - Macbeth (台湾のバンド) - Tizzy Bac - 1976 (台湾のバンド) |  |